# Anthomyia obscuripennis
Anthomyia obscuripennis este o specie de muște din genul Anthomyia, familia Anthomyiidae. A fost descrisă pentru prima dată de Jacques-Marie-Frangile Bigot în anul 1886.
Este endemică în California. Conform Catalogue of Life specia Anthomyia obscuripennis nu are subspecii cunoscute.